# Jomala
Jomala là một đô thị của Åland, một lãnh thổ tự trị của Phần Lan.
Đô thị này có dân số 3.774 người (2007) và diện tích 143,01 km² trong đó có 1,02 km² là diện tích mặt nước. Mật độ dân số là 26,5 người trên mỗi km².
Dân đô thị này chỉ sử dụng tiếng Thụy Điển.
Sân bay duy nhất ở Åland nằm ở Jomala.